# Golfare

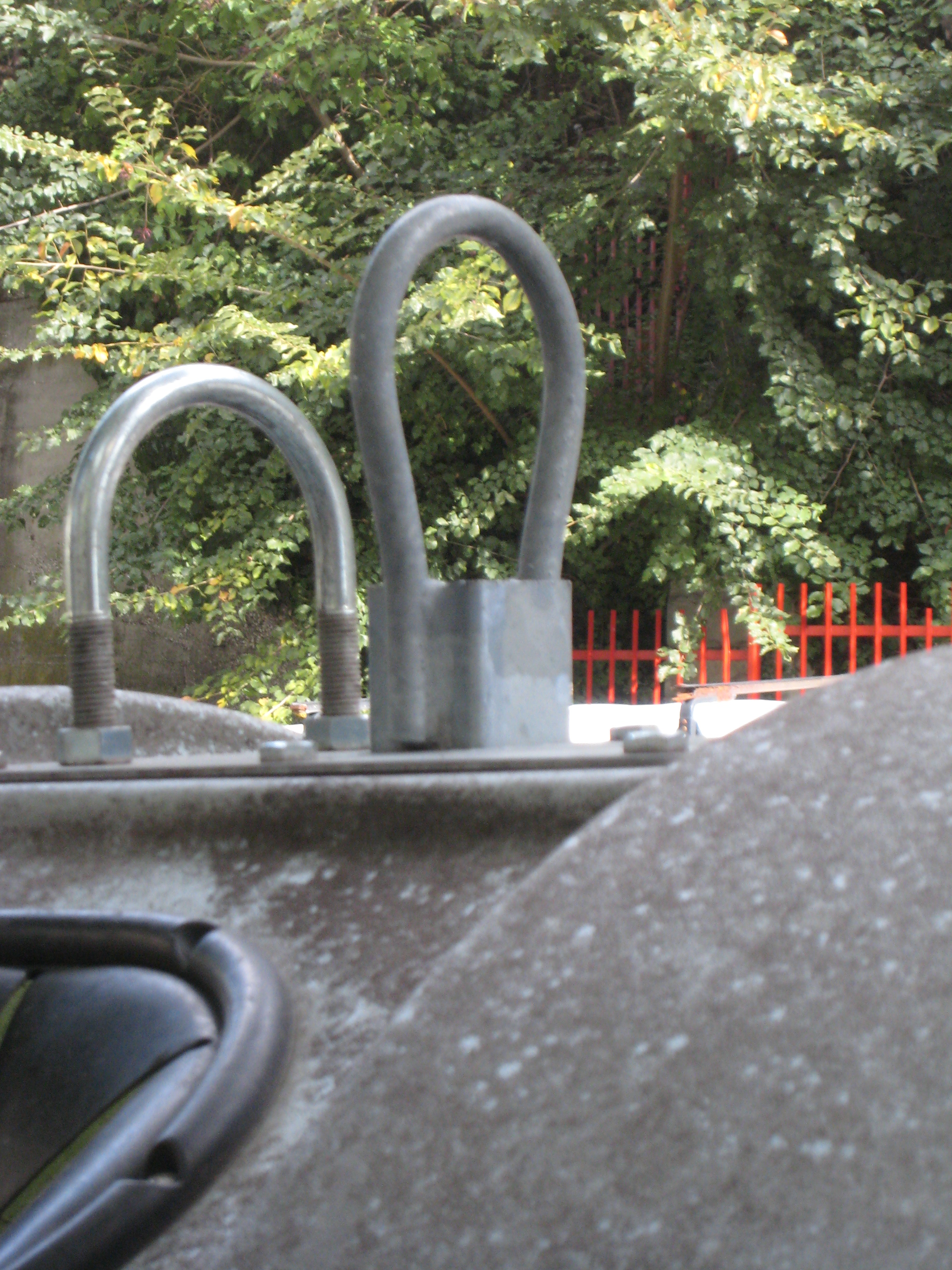
L'occhio di sollevamento di una campana per la raccolta differenziata del vetro

I golfari (sing. golfare) sono degli anelli che vengono fissati a cassoni, macchinari o altri oggetti pesanti allo scopo di agevolarne o permetterne il sollevamento o l'ancoraggio. I golfari possono anche essere utilizzati come semplici elementi di connessione o punti di ancoraggio.

## Descrizione
Generalmente, il sollevamento avviene passando nell'occhio del golfare un cavo metallico o una braca tessile (elementi a loro volta agganciati al gancio del mezzo di sollevamento) oppure inserendo direttamente un gancio nel golfare.
I golfari possono essere utilizzati anche in molteplici altre applicazioni, per esempio per l'ancoraggio di carichi pesanti su mezzi di trasporto, per il traino di veicoli o come punti di ancoraggio anticaduta per le persone.
I golfari possono essere inamovibili, ad esempio saldati alla struttura da sollevare, o smontabili, ed in questo caso sono generalmente dotati di un gambo filettato (golfare maschio) o di un foro filettato (golfare femmina). Essi possono essere fissi, orientabili o articolati. Un golfare è detto orientabile se l'anello è in grado di ruotare su di un asse e articolato se l'anello può muoversi su almeno due assi. 
Di particolare rilievo i golfari di sicurezza, progettati per ridurre al minimo il rischio di incidenti grazie ad alcune caratteristiche particolari, come per esempio l'utilizzo di un coefficiente di sicurezza più elevato, la possibilità di rotazione sotto carico, la capacità di auto-allineamento della maniglia ed una migliore resistenza alla fatica.
Nell'attrezzatura navale il golfare è un anello di metallo saldamente assicurato allo scafo o ad altre strutture dell'imbarcazione, che viene usato per agganciarvi paranchi, carrucole, cime, bozze per le catene delle ancore, eccetera. Analoghe funzioni si riscontrano anche nell'attrezzatura aeronautica.

### Direttive comunitarie sulla sicurezza relative ai golfari
La Direttiva Comunitaria 2006/42/CE include gli accessori di sollevamento. Ciò comporta che il costruttore/importatore dei golfari, se destinati al sollevamento, debba rispettare tutti i requisiti specificati dalle Direttive Comunitarie per la commercializzazione dei golfari nei Paesi comunitari.
Il rispetto di tutte le norme e le specifiche comunitarie è assicurato dalla marcatura CE dei golfari.
Attenzione: l'utilizzatore è altresì obbligato secondo le leggi e i regolamenti relativi alla sicurezza sul lavoro ad accertarsi che i golfari, se utilizzati per il sollevamento, abbiano tutte le caratteristiche idonee alla marcatura CE e siano conformi alle Tabelle di riferimento prima della loro messa in uso.
I golfari, quando utilizzati per il sollevamento, possono essere costruiti sulla base di un progetto del costruttore, che soddisfi i requisiti della Direttiva Comunitaria. Le più usate tabelle di riferimento per i golfari sono la DIN 580:2018 per i golfari maschi e la DIN 582:2018 per i golfari femmine. Tuttavia non esiste una norma tecnica Europea condivisa che comprenda tutte le misure e tipologie di golfari esistenti (un'altra norma tecnica è la EN ISO 3266 2010-5).
La Direttiva Comunitaria e le tabelle di riferimento stabiliscono i seguenti requisiti obbligatori per la vendita e l'utilizzo dei golfari in ambito comunitario, più precisamente:
- I golfari devono essere marcati con il marchio comunitario CE nella forma prescritta.
- I golfari devono essere marcati indelebilmente con il marchio del costruttore.
- Il lotto di fabbricazione deve essere marcato indelebilmente sul pezzo (rintracciabilità in caso di difetto)
- La portata (WLL - Working Load Limit) a tiro diritto deve essere marcata indelebilmente sul pezzo con l'aggiunta di una freccia che segnali la direzione di tiro relativa alla portata indicata.
- La sigla di acciaio utilizzato dal costruttore deve essere marcato indelebilmente sul pezzo
- La misura della filettatura deve essere marcata indelebilmente sul pezzo.
- Devono essere disponibili le istruzioni di utilizzo.

Inoltre:
- Il costruttore—importatore deve eseguire per ogni lotto di fabbricazione due prove su golfari diversi per ogni tipo di trazione, cioè due prove a tiro assiale e due prove a tiro ortogonale. L'esito di queste prove non deve essere inferiore alle sei volte la portata (WLL) marcata sui golfari.
- Il costruttore—importatore deve provvedere (o possedere il relativo certificato) all'analisi chimica e alle prove meccaniche riguardo al tipo di acciaio utilizzato per ogni lotto di fabbricazione. La composizione chimica e i valori meccanici di queste prove devono essere conformi alle prescrizioni della tabella di riferimento.
- Il costruttore—importatore deve essere in grado di rintracciare in ogni momento tutti gli acquirenti di un lotto di fabbricazione di golfari nel caso in cui si dovesse riscontrare un'anomalia nel materiale e/o nelle lavorazioni meccaniche. In considerazione di ciò il costruttore/importatore dovrebbe indicare, sul documento di consegna al cliente e/o sulle fattura di vendita, il lotto di fabbricazione per ogni tipologia di golfari venduta.
- Il costruttore/importatore deve rilasciare, dietro richiesta, il certificato 3.1 EN 10204 (2.2 EN 10204 per le precedenti tabelle) per ogni lotto di fabbricazione e l'utilizzatore, che non ne sia in possesso, deve richiederlo prima della messa in uso dei golfari all'esercizio commerciale dove ha effettuato l'acquisto oppure al costruttore—importatore nel caso in cui non sia più rintracciabile l'esercizio commerciale dove ha effettuato l'acquisto. Questo certificato deve essere rilasciato in forma gratuita in quanto è parte integrante delle norme e delle tabelle di riferimento.

La mancanza dei requisiti sopra descritti, ai sensi delle leggi e dei regolamenti della sicurezza sul lavoro, rende solidali ai fini di procedimenti civili e penali sia il costruttore—importatore che non abbia rispettato le norme comunitarie e le tabelle di riferimento sia l'utilizzatore che non abbia controllato di essere in possesso di tutti i requisiti necessari alla messa in uso dei golfari.

### Istruzioni per l'utilizzo in sicurezza dei golfari
Secondo la Direttiva Macchine ogni accessorio di sollevamento o ciascuna partita di accessori di sollevamento deve essere accompagnata da istruzioni che forniscano almeno le seguenti indicazioni:
- Uso previsto
- Limiti di utilizzazione
- Istruzioni per il montaggio
- Coefficiente di prova statica utilizzato

#### Le seguenti istruzioni di utilizzo si riferiscono ai golfari maschi DIN 580:2018 e ai golfari femmina DIN 582:2018
- Avvitate a fondo il golfare. Le portate massime di carico si riferiscono a golfari ben serrati all'oggetto da sollevare. Utilizzando per il serraggio leve o mezzi meccanici, assicuratevi di non causare sovratensioni nel gambo. Mettete in tensione le funi e/o i ganci prima di iniziare il sollevamento.
- Nel caso di fori passanti dovrebbe essere utilizzato un dado (spessore=0,8 x diametro filetto) completamente avvitato e fissato. Se il filetto della vite è sufficientemente lungo, si consiglia con il dado anche l'uso di una ranella.
- La portata massima (WLL) indicata in chilogrammi. Sui golfari si riferisce al tiro diritto.
- Per il tiro con più golfari allineate gli anelli con un corretto serraggio oppure per mezzo di rondelle di spessore che abbiano almeno lo stesso diametro del piano di appoggio dei golfari.
- Le portate massime di carico (WLL) si riferiscono ad una temperatura di utilizzo tra -20 °C e +200 °C (-4 °F / +392 °F).
- Ad ogni riutilizzo dei golfari controllate visivamente che non siano presenti difetti, quali ammaccature, cricche, bave taglienti, deformazioni, filetti strappati o mancanti, ruggine o segni evidenti di scorretto stoccaggio.
- Rispettate le normative di sicurezza vigenti nel vostro Stato (se fuori dalla Comunità Europea) relative alle modalità di utilizzo delle apparecchiature e/o organi di sollevamento.
- L'applicazione di particolari colori (specialmente colore rosso, utilizzato per identificare elementi di fissaggio ad alta resistenza) è da evitare, al fine di escludere la possibilità di errore nell'identificazione delle caratteristiche del golfare che ci si appresta ad utilizzare.
- Il tiro laterale dell'anello (ortogonale al piano dell'anello) deve essere evitato.